# Държавно устройство на Португалия
Португалия е полупрезидентска република.

## Президент
Президентът се избира за 5-годишен мандат чрез пряко, общо избирателно право, е и главнокомандващ-в-началник на въоръжените сили. Президентските правомощия включват назначаване на министър-председателя и Министерския съвет, в който президентът трябва да се ръководят от Асамблеята изборните резултати; освобождаване на министър-председателя, и за обявяване на състояние на война или обсада.

## Законодателна власт
Законодателен орган е Събрание на Републиката (еднокамарен парламент, избиран за 4 години), състои се от 230 депутати.

## Изпълнителна власт
Изпълнителната власт се състои от правителство, начело с премиер-министър.

## Съдебна власт
Националният Върховния съд е съдът на последно обжалване. Военни, административна и фискални съдилища са определени като отделена категория съд.